# 1897 v hudbě
Tento článek obsahuje události související s hudbou, které proběhly v roce 1897.

## Opery
- Šárka (Zdeněk Fibich)
- U Božích muk (Stanislav Suda)

## Narození
- 9. ledna – Richard Zika, český houslista, hudební skladatel a pedagog († 10. listopadu 1947)
- 22. ledna – Josef Stanislav, klavírista, hudební skladatel a publicista († 5. srpna 1971)
- 24. ledna – Josef Vlach-Vrutický, český hudebnískladatel a dirigent († 18. září 1977)
- 12. února – Břetislav Bakala, dirigent a hudební skladatel († 1. dubna 1958)
- 6. dubna – Bohuslav Tvrdý, český dirigent a hudební skladatel († 29. července 1946)
- 16. dubna – Arthur Hoerée, belgický hudební skladatel († 2. června 1986)
- 28. dubna – Miloš Vignati, český právník, dirigent, hudební skladatel a pedagog († 9. listopadu 1966)
- 14. května – Sidney Bechet, americký saxofonista († 14. května 1959)
- 3. června – Memphis Minnie, americká bluesová zpěvačka († 6. srpna 1973)
- 25. srpna – Jaroslav Řídký, český hudební skladatel a dirigent († 14. srpna 1956)
- 29. srpna – Helge Roswaenge, dánský tenorista († 19. července 1972)
- 8. září – Jimmie Rodgers, americký zpěvák country († 26. května 1933)
- 18. prosince – Fletcher Henderson, americký jazzový klavírista a hudební skladatel († 29. prosince 1952)

## Úmrtí
- 10. února – Antonio Bazzini, italský houslista a skladatel (* 11. března 1818)
- 25. února – Cornélie Falcon, francouzská sopranistka (* 28. ledna 1812)
- 3. dubna – Johannes Brahms, německý hudební skladatel (* 7. května 1833)
- 20. září – Karel Bendl, skladatel a sbormistr (* 16. dubna 1838)